# Georg Lippsmeier
Georg Lippsmeier est un architecte moderniste allemand né le 9 septembre 1923 à Magdebourg.

## Biographie
Il étudie l'architecture entre 1945 et 1949 à l'Université technique Carolo-Wilhelmina de Brunswick. Il ouvre en 1950 son propre bureau d'architecture à Düsseldorf, puis à Starnberg en 1960. Entre 1971 et 1974, il construit la Faculté d’ingénieurs de l’Université de Dar es Salam. Lors de l'exposition universelle de Séville de 1992, il crée avec Harald Mühlberger le pavillon allemand, ainsi que, en collaboration avec les architectes français Jean-Marie Hennin et Nicolas Normier, l'avenue de l'Europe, avec ses 12 tours bioclimatiques représentant les pays membres de la Communauté européenne.